# Cabo Ledo
Cabo Ledo – miasto w Angoli, w prowincji Luanda.